# Karl Haagensen
Karl Johan Haagensen (Oslo, 1871. március 16. – Oslo, 1918. augusztus 25.) olimpiai bajnok norvég tornász.
Az 1906. évi nyári olimpiai játékokon indult tornában és összetett csapatversenyben aranyérmes lett.
Klubcsapata az Oslo Turnforening volt.